# مهرجان ليالي بيروت

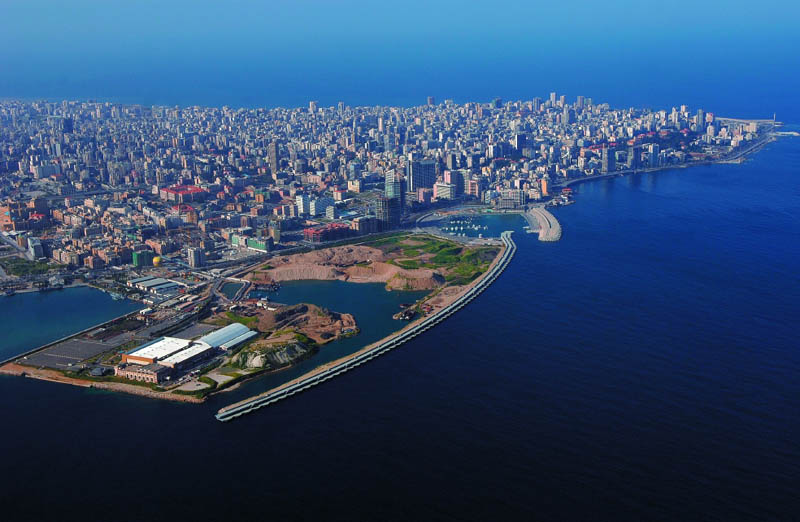
منطقة وسط بيروت حيث تقام معظم المهرجانات في بيروت.

مهرجان ليالي بيروت هو عدد من الأحداث والفعاليات التي تجري من وقت لآخر في بيروت في لبنان. عادة ما تكون نشطة في الصيف. ومع ذلك قد تحدث بعض المهرجانات الأخرى في الربيع أو الخريف. تم اختيار منطقة وسط بيروت لعدة مرات لعقد مثل هذه المناسبات بينما فضل آخرون قضاء «لياليهم» في الحانات والنوادي الليلية الرائعة. تعرف المدينة بحشدها الضخم من مختلف الجنسيات المشاركة في هذه الأحداث. على مر السنين تشهد بيروت العديد من الحفلات الموسيقية أو العروض التي تشمل الموسيقى الكلاسيكية والرقص والمسرح والأوبرا والجاز والموسيقى العالمية الحديثة. 
كانت العديد من المسرحيات جزءًا من هذه الأحداث مع مرور الوقت مثل المسرح الوطني الفرنسي. من ناحية أخرى تعتبر المعالم البارزة في وسط بيروت مرتبطة بثقافة الشباب في حين أن مهرجان بيبلوس الدولي ومهرجان بعلبك الدولي ومهرجان بيت الدين هي أساس المعالم الكلاسيكية في لبنان. 
كما أقيمت بطولة كأس آسيا لكرة القدم 2000 في بيروت وكذلك بشكل أساسي في ملعب مدينة كميل شمعون الرياضية،وهو الأكثر شهرة في العاصمة. المتحف الوطني لبيروت هو متحف الآثار الرئيسي في البلاد حيث توجد اللوحات الفنية والتماثيل والأدب. يضم المعرض الحالي 1300 قطعة أثرية تعود إلى عصور ما قبل التاريخ وحتى الفتح العربي. في 21 أيار / مايو 2008 أنهت المعارضة اعتصامها الذي بدأ في 1 كانون الأول / ديسمبر 2006 في وسط بيروت مما أنعش وسط المدينة.

## الفعاليات
بعد المشاركة في الآلاف من المهرجانات ظهرت فيروز اللبنانية في عام 1994 في ساحة الشهداء في بيروت أمام مئات الحشود. عادت إلى المسرح في ديسمبر 2006، لتكون جزءًا من أداء مدته ثلاثة أيام. 
في عام 1999 أقام لوتشيانو بافاروتي حفلاً خيرياً في بيروت احتفاءً بالانتعاش اللبناني على المسرح العالمي بعد الحرب الأهلية. كان الحفل الموسيقي الذي أقيم في بيروت هو الأكبر منذ نهاية الحرب، حيث حضره 20 ألف شخص سافروا من بلدان بعيدة. كانت الحفلة الوحيدة للمغني في الشرق الأوسط. 
في عام 2004 ظهرت ماريا كاري لأول مرة في العالم العربي بحفل موسيقي أمام الآلاف من المعجبين المبتهجين في بيروت. قامت بأداء أغانيها " Butterfly " و " Hero " و " Dreamlover ". قوبلت الفنانة الحائزة على جائزة غرامي بالهتافات العالية والتصفيق الحار في تلك الليلة عندما ظهرت على المسرح في مركز للمعارض والترفيه على ساحل البحر المتوسط في وسط بيروت. كانت زوجات الرئيس ورئيس الوزراء من بين الذين حضروا حفل كاري لمدة 90 دقيقة. وهو الأول لها في الشرق الأوسط والذي نظمته لجنة مهرجان بيت الدين. 
كان فيل كولنز من المشاهير العالميين الآخرين الذين زاروا لبنان في 5 نوفمبر 2005. كان كولينز جزءًا من حفل خيري لسرطان الأطفال في بيروت التي ذهبت إلى مركز سرطان الأطفال في لبنان الذي يعامل الشباب مع المرض بغض النظر عن قدرتهم على الدفع. كان هذا الحفل جزءًا من جولة وداع فيل كولنز الأولى. 
في 10 يونيو 2006، قام مغني الراب 50 سنت وجي-يونيت بأول حفل موسيقي في العالم العربي في مركز بيال في وسط بيروت. كان أكبر حفل موسيقي في تاريخ لبنان في ذلك الوقت. تم بيع الحفل بأقل سعر تذاكر 40 و 50 دولار أمريكي. قام جي-يونيت بإجراء عدد من الزيارات. حقق الحفل نجاحًا رائعًا حيث حضر آلاف الأشخاص. أقيم حفل فيما ما بعد في ملهى كريستال ليلي في بيروت بمشاركة يونغ باك ودي جي ووكيد. 

في 12 أبريل 2008 توجه ديفيد جيتا إلى بيروت في مركز بيال. ظهر جيتا مع زوجته كاثي وقاموا بالعديد من الزيارات. في نفس العام أقامت شركة سوليدير اللبنانية المساهمة حفلات موسيقية مجانية خاصة لفنانين محليين مثل نوال الزغبي ونانسي عجرم وراغب علامة ومساري وغيرهم من المطربين من سوبر ستار وستار أكاديمي لبنان. ساحة الشهداء هي المكان الذي يحدث فيه هذا الحدث، والذي يعرف أكثر باسم «مركز النجوم». 

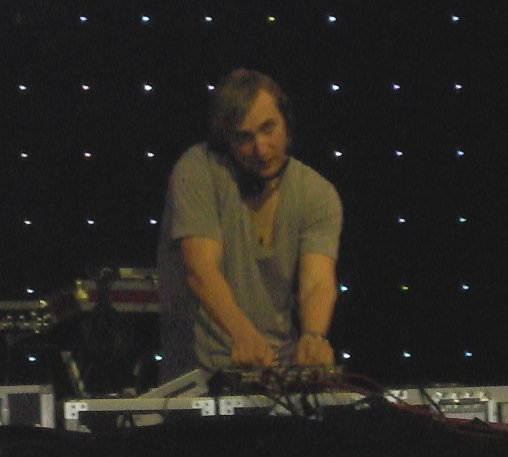
ديفيد جوتا
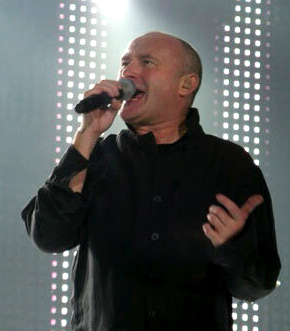
فيل كولينز
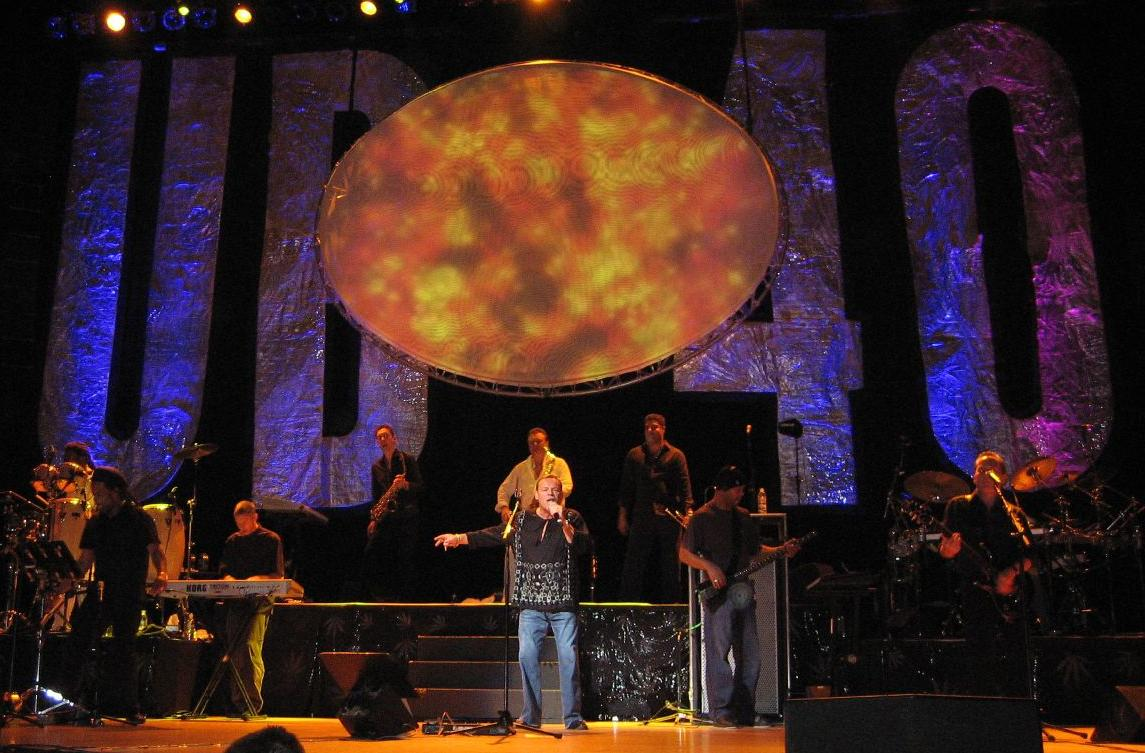
فرقة UB40

## روابط خارجية
- الموقع الرسمي لبيروت
- راديو ليالي بيروت: يورودانس ترانس والموسيقى المتوسطية. انتهت إذاعة راديو ليالي بيروت في أواخر التسعينيات بعد الحرب الأهلية التي استمرت عقدين